# RZO
O RZO (conhecido também pela sigla Rapaziada da Zona Oeste) foi um grupo de rap brasileiro, fundado em 1992, que teve sua origem na periferia da Zona Oeste de São Paulo, no distrito de Pirituba. O grupo Sandrão, DJ Cia e Helião foi responsável por apresentar no mercado artístico grandes nomes de cenários musicais como Negra Li, Sabotage, Marrom, DBS e a Quadrilha, U-Time, Função RHK entre muitos outros.
O grupo havia encerrado suas atividades em conjunto no ano de 2004, com o fim varios fãs foram as redes sociais pedindo a retomada das atividades do grupo. Em 2014 retornaram suas atividades. Nessa grande volta, depois de um longo período longe dos palcos, eles marcaram a volta do grupo em um show da virada cultural 2014, no mesmo ano no dia 30 de Setembro fizeram um show no estúdio da ShowLivre, que foi exibido ao vivo via internet.
No final dos anos 90, o grupo estava no epicentro do rap, quando o grupo explodiu na MTV Brasil e viralizou (mesmo sem internet) com o clipe de "O Trem".

## Integrantes

#### RZO
- Sandrão
- Helião
- DJ Cia

#### Familia do RZO Anos 80,90, e 2000
- Dj Loo Negro Loo
- Dj Negro Rico
- Sabotage (falecido)
- Marrom
- Negro Útil (falecido)
- Nego Vando
- Negra Li
- DBS e a Quadrilha
- Função RHK
- Calado
- Diggital Fox
- DJ Celo
- Véio Badú (falecido)
- Xandão
- Dina Di

## Discografia

### Álbuns de estúdio
- 1993 – Vida Brazileira
- 1997 – RZO
- 1999 – Todos São Manos
- 2003 – Evolução É uma Coisa
- 2017 –  Quem Tá no Jogo

### Singles
- Paz Em Meio Ao Caos (Part. Bone Thugs N Harmony) (2016)
- Jovens a Frente Do Tempo (2016)
- Neural - (Part. Negra Li, & Família Sabotage)

## Prêmios
| Ano  | Prêmio       | Categoria                           | Ref   |
| ---- | ------------ | ----------------------------------- | ----- |
| 2003 | Prêmio Hutúz | Melhor grupo ou artista solo do ano | [ 6 ] |